# Llista de topònims del Pla del Penedès
Llista de topònims (noms propis de lloc) del municipi del Pla del Penedès, a l'Alt Penedès
Informació actualitzada per un bot. Els canvis manuals es perdran quan s'actualitzi!

## arbre singular
| imatge | Nom                                | Ubicat a           | instància de   | Detalls      | coordenades | Protecció | Commons (més fotos) | Dades a WD                    |
| ------ | ---------------------------------- | ------------------ | -------------- | ------------ | --- | --------- | ------------------- | ----------------------------- |
|        | Camí arbrat de l'Aguilera          | el Pla del Penedès | arbre singular | 20th century | 41° 25′ 37″ N, 1° 43′ 02″ E / 41.42683°N,1.7173°E ca:Masia de l'Aguilera, tram nord del camí veïnal que uneix la masia amb la carretera BV-2153. |           |                     | Modifica les dades a Wikidata |
|        | Cedres de l'Aguilera               | el Pla del Penedès | arbre singular | 20th century | 41° 25′ 41″ N, 1° 43′ 03″ E / 41.42811°N,1.71752°E ca:Masia de l'Aguilera, en el bosquet situat a 20 m. a llevant.                               |           |                     | Modifica les dades a Wikidata |
|        | alzina de la Casa Alta             | el Pla del Penedès | arbre singular |              | 41° 25′ 06″ N, 1° 43′ 33″ E / 41.4183°N,1.72578°E ca:Jardí de la masia de la Casa Alta, a 95 m. al sud-oest de la barriada de Bonavista          |           |                     | Modifica les dades a Wikidata |
|        | alzina de la Sala                  | el Pla del Penedès | arbre singular | 20th century | 41° 24′ 37″ N, 1° 42′ 41″ E / 41.41019°N,1.71131°E ca:La Sala, a 10 m al nord del vèrtex més septentrional del conjunt d'edificis.               |           |                     | Modifica les dades a Wikidata |
|        | alzina de la Vinya de la Casa Alta | el Pla del Penedès | arbre singular | 20th century | 41° 25′ 05″ N, 1° 43′ 30″ E / 41.41805°N,1.72497°E ca:A la vinya de ponent de la Casa Alta, al sud-est de la barriada de Bonavista.              |           |                     | Modifica les dades a Wikidata |
|        | figuera de Matamargó               | el Pla del Penedès | arbre singular | 20th century | 41° 25′ 51″ N, 1° 43′ 53″ E / 41.43072°N,1.73133°E ca:Vinya de Matamargó                                                                         |           |                     | Modifica les dades a Wikidata |
|        | figuera de la Plana de Cal Feset   | el Pla del Penedès | arbre singular | 20th century | 41° 24′ 49″ N, 1° 43′ 34″ E / 41.41349°N,1.72604°E ca:Vines del pla de cal Feset, a 107 metres al nord del camí de cal Feset.                    |           |                     | Modifica les dades a Wikidata |
|        | figuera del Camí de Cal Jofrè      | el Pla del Penedès | arbre singular | 20th century | 41° 25′ 18″ N, 1° 43′ 55″ E / 41.42162°N,1.73203°E ca:Camí rural de Vilafranca a Terrassola s/n, a 350 a l'est de cal Jofrè.                     |           |                     | Modifica les dades a Wikidata |
|        | oliveres del Camí de Cal Feset     | el Pla del Penedès | arbre singular |              | 41° 24′ 48″ N, 1° 43′ 28″ E / 41.41334°N,1.72446°E ca:Lateral nord del camí rural de cal Feset, a 240 m al sud-est de la masia.                  |           |                     | Modifica les dades a Wikidata |

## casa
| imatge | Nom                          | Ubicat a           | instància de | Detalls                                                                   | coordenades                                                                              | Protecció                                  | Commons (més fotos)                | Dades a WD                    |
| ------ | ---------------------------- | ------------------ | ------------ | ------------------------------------------------------------------------- | ---------------------------------------------------------------------------------------- | ------------------------------------------ | ---------------------------------- | ----------------------------- |
|        | Ca la Paula                  | el Pla del Penedès | casa         | Estil: arquitectura modernista 20th century                               | 41° 25′ 06″ N, 1° 42′ 37″ E / 41.4184°N,1.71032°E ca:Carrer Ponent, 10 221 msnm          | bé integrant del patrimoni cultural català | Ca la Paula (el Pla del Penedès)   | Modifica les dades a Wikidata |
|        | Cal Carnisser                | el Pla del Penedès | casa         | Estil: arquitectura eclèctica 20th century                                | 41° 25′ 04″ N, 1° 42′ 44″ E / 41.41787°N,1.71212°E ca:C. Sant Jordi, 6 218 msnm          | bé integrant del patrimoni cultural català | Cal Carnisser (el Pla del Penedès) | Modifica les dades a Wikidata |
|        | Cal Fàbregues                | el Pla del Penedès | casa         | Estil: arquitectura popular 19th century                                  | 41° 25′ 02″ N, 1° 42′ 46″ E / 41.417234°N,1.712892°E ca:C. del Mig - c. de Baix 220 msnm | bé cultural d'interès local                | Cal Fàbregues (el Pla del Penedès) | Modifica les dades a Wikidata |
|        | Cal Manou                    | el Pla del Penedès | casa         |                                                                           | 41° 25′ 05″ N, 1° 42′ 36″ E / 41.41812°N,1.70995°E ca:Carrer de Sabanell, 10             |                                            |                                    | Modifica les dades a Wikidata |
|        | Cal Patrots                  | el Pla del Penedès | casa         | Arquitecte: Antoni Pons i Domínguez Estil: modernisme català 20th century | 41° 25′ 03″ N, 1° 42′ 42″ E / 41.41753°N,1.71161°E ca:C. Plaja, 14 219 msnm              | bé cultural d'interès local                | Cal Patrots                        | Modifica les dades a Wikidata |
|        | Cal Pere Nadal               | el Pla del Penedès | casa         | Estil: arquitectura popular 20th century                                  | 41° 25′ 02″ N, 1° 42′ 45″ E / 41.417314°N,1.712391°E ca:C. Quarters, 4 217 msnm          | bé cultural d'interès local                | Cal Pere Nadal                     | Modifica les dades a Wikidata |
|        | Cal Rovira                   | el Pla del Penedès | casa         | Estil: arquitectura eclèctica 19th century                                | 41° 25′ 03″ N, 1° 42′ 45″ E / 41.41747°N,1.71248°E ca:Pl. Major, 1 217 msnm              | bé cultural d'interès local                | Cal Rovira (el Pla del Penedès)    | Modifica les dades a Wikidata |
|        | Cal Vallès                   | el Pla del Penedès | casa         | Estil: modernisme català 14th century                                     | 41° 25′ 03″ N, 1° 42′ 47″ E / 41.41762°N,1.71319°E ca:C. de Baix, 2 215 msnm             | bé cultural d'interès local                | Cal Vallès (el Pla del Penedès)    | Modifica les dades a Wikidata |
|        | Casa Carrer de Baix, 1       | el Pla del Penedès | casa         | 19th century                                                              | 41° 25′ 04″ N, 1° 42′ 48″ E / 41.41771°N,1.71339°E ca:Carrer de Baix, 1                  |                                            |                                    | Modifica les dades a Wikidata |
|        | Casa Nadal                   | el Pla del Penedès | casa         | Arquitecte: Antoni Pons i Domínguez Estil: arquitectura modernista 1910s  | 41° 25′ 03″ N, 1° 42′ 42″ E / 41.417553°N,1.711697°E ca:Carrer Plaja,14 / Sant Isidre,11 |                                            |                                    | Modifica les dades a Wikidata |
|        | Casa carrer Anselm Clavé, 47 | el Pla del Penedès | casa         |                                                                           | 41° 25′ 08″ N, 1° 42′ 40″ E / 41.41899°N,1.71101°E ca:Carrer Anselm Clavé, 47            |                                            |                                    | Modifica les dades a Wikidata |
|        | Rectoria del Pla del Penedès | el Pla del Penedès | casa         | Estil: arquitectura eclèctica 1777                                        | 41° 25′ 04″ N, 1° 42′ 45″ E / 41.41772°N,1.7126°E ca:C. Verge de Montserrat, 5 217 msnm  | bé integrant del patrimoni cultural català | Rectoria del Pla del Penedès       | Modifica les dades a Wikidata |
|        | la Torre                     | el Pla del Penedès | casa         | Estil: arquitectura eclèctica 19th century                                | 41° 25′ 09″ N, 1° 42′ 39″ E / 41.419254°N,1.71095°E ca:Pl. Pau Casals, 6 222 msnm        | bé cultural d'interès local                | La Torre (el Pla del Penedès)      | Modifica les dades a Wikidata |

## creu de terme
| imatge | Nom                            | Ubicat a           | instància de  | Detalls                     | coordenades | Protecció                                  | Commons (més fotos)            | Dades a WD                    |
| ------ | ------------------------------ | ------------------ | ------------- | --------------------------- | --- | ------------------------------------------ | ------------------------------ | ----------------------------- |
|        | creu de terme del Pla          | el Pla del Penedès | creu de terme | 20th century                | 41° 25′ 17″ N, 1° 42′ 52″ E / 41.42130555555555°N,1.714527777777778°E ca:Camí de l'Aguilera, enllaç amb la BV-2246 216 msnm | bé integrant del patrimoni cultural català | Creu de l'Aguilera             | Modifica les dades a Wikidata |
|        | creu del camí de Cal Fontanals | el Pla del Penedès | creu de terme | Estil: arquitectura popular | 41° 24′ 50″ N, 1° 42′ 51″ E / 41.41402°N,1.71408°E ca:Camí de Cal Fontanals                                                 | bé integrant del patrimoni cultural català | Creu del camí de Cal Fontanals | Modifica les dades a Wikidata |

## curs d'aigua
| imatge | Nom                                | Ubicat a                                                                          | instància de | Detalls                          | coordenades | Protecció | Commons (més fotos) | Dades a WD                    |
| ------ | ---------------------------------- | --------------------------------------------------------------------------------- | ------------ | -------------------------------- | --- | --------- | ------------------- | ----------------------------- |
|        | riera de Santa Fe                  | el Pla del Penedès Santa Fe del Penedès Avinyonet del Penedès la Granada Subirats | curs d'aigua | Desemboca: riera de Lavernó      | 41° 23′ 57″ N, 1° 45′ 03″ E / 41.39923392037931°N,1.7507314682006838°E                                             |           |                     | Modifica les dades a Wikidata |
|        | torrent del Mas Rovira             | el Pla del Penedès Subirats                                                       | curs d'aigua | Desemboca: torrent de Can Bas    | 41° 24′ 04″ N, 1° 44′ 46″ E / 41.401111111111°N,1.7461111111111°E 172 msnm                                         |           |                     | Modifica les dades a Wikidata |
|        | torrent dels Brivons               | Subirats el Pla del Penedès                                                       | curs d'aigua | Desemboca: torrent de Can Cartró | 41° 23′ 54″ N, 1° 44′ 09″ E / 41.398328°N,1.735737°E ca:Sector central del municipi, en direcció Est-Oest 163 msnm |           |                     | Modifica les dades a Wikidata |
|        | torrents de les Vies i de Marrugat | el Pla del Penedès                                                                | curs d'aigua | Desemboca: torrent del Mig       | 41° 25′ 19″ N, 1° 44′ 09″ E / 41.42204°N,1.73573°E                                                                 |           |                     | Modifica les dades a Wikidata |

## edifici
| imatge | Nom                         | Ubicat a           | instància de | Detalls                                                           | coordenades                                                                                    | Protecció                                  | Commons (més fotos)                      | Dades a WD                    |
| ------ | --------------------------- | ------------------ | ------------ | ----------------------------------------------------------------- | ---------------------------------------------------------------------------------------------- | ------------------------------------------ | ---------------------------------------- | ----------------------------- |
|        | Cal Cargolí                 | el Pla del Penedès | edifici      | 20th century                                                      | 41° 25′ 04″ N, 1° 42′ 36″ E / 41.41788°N,1.70988°E ca:Carrer de Sabanell, 9                    | bé cultural d'interès local                |                                          | Modifica les dades a Wikidata |
|        | Cal Joanet Nadal            | el Pla del Penedès | edifici      | Estil: noucentisme 20th century                                   | 41° 25′ 02″ N, 1° 42′ 43″ E / 41.41715°N,1.71201°E ca:Carrer Quarters, 1                       | bé integrant del patrimoni cultural català |                                          | Modifica les dades a Wikidata |
|        | Cal Lloret                  | el Pla del Penedès | edifici      | Estil: arquitectura neoclàssica                                   | 41° 25′ 04″ N, 1° 42′ 39″ E / 41.41781°N,1.71072°E ca:Plaça de Pau Fontanals, 5                | bé integrant del patrimoni cultural català |                                          | Modifica les dades a Wikidata |
|        | Cal Vaqués                  | el Pla del Penedès | edifici      | Estil: arquitectura eclèctica 20th century                        | 41° 24′ 59″ N, 1° 42′ 46″ E / 41.41628°N,1.71276°E ca:Carrer de la Creu, 22                    | bé integrant del patrimoni cultural català |                                          | Modifica les dades a Wikidata |
|        | Masovería de Cal Casesnoves | el Pla del Penedès | edifici      |                                                                   | 41° 25′ 07″ N, 1° 44′ 28″ E / 41.41874°N,1.74115°E ca:Veïnat de les Parellades, núm. 5.        |                                            |                                          | Modifica les dades a Wikidata |
|        | Matamargó                   | el Pla del Penedès | edifici      | 19th century                                                      | 41° 25′ 49″ N, 1° 43′ 45″ E / 41.43028°N,1.72922°E ca:Matamargó, carretera BV-2153, PK 4+280., |                                            |                                          | Modifica les dades a Wikidata |
|        | Pisos de Cal Patrots        | el Pla del Penedès | edifici      | Arquitecte: Antoni Pons i Domínguez Estil: modernisme català 1915 | 41° 25′ 03″ N, 1° 42′ 42″ E / 41.41754°N,1.71165°E ca:Carrer Plaja, 14                         | bé cultural d'interès local                |                                          | Modifica les dades a Wikidata |
|        | Societat Recreativa         | el Pla del Penedès | edifici      | Estil: arquitectura eclèctica                                     | 41° 25′ 01″ N, 1° 42′ 43″ E / 41.41701°N,1.71195°E ca:C. Planes, 1 i 3 217 msnm                | bé integrant del patrimoni cultural català | Societat Recreativa (el Pla del Penedès) | Modifica les dades a Wikidata |
|        | el Centre                   | el Pla del Penedès | edifici      | Estil: noucentisme 20th century                                   | 41° 25′ 05″ N, 1° 42′ 43″ E / 41.41806°N,1.711919°E ca:C. Sant Jordi, 12-14 219 msnm           | bé cultural d'interès local                | El Centre (el Pla del Penedès)           | Modifica les dades a Wikidata |

## edifici residencial
| imatge | Nom                            | Ubicat a           | instància de             | Detalls              | coordenades | Protecció | Commons (més fotos) | Dades a WD                    |
| ------ | ------------------------------ | ------------------ | ------------------------ | -------------------- | --- | --------- | ------------------- | ----------------------------- |
|        | Cal Petrots i Cal Rovira       | el Pla del Penedès | edifici residencial      |                      | 41° 25′ 02″ N, 1° 42′ 43″ E / 41.41716384887695°N,1.711863994598389°E ca:Carrer Planes, 1 -3 / Plaça Major, 1                                       |           |                     | Modifica les dades a Wikidata |
|        | casa del Carrer Rovira Núm. 13 | el Pla del Penedès | edifici residencial casa | Estil: art déco 1916 | 41° 24′ 59″ N, 1° 42′ 44″ E / 41.41651916503906°N,1.712172031402588°E 41° 24′ 59″ N, 1° 42′ 44″ E / 41.41647°N,1.71219°E ca:Carrer de la Rovira, 13 |           |                     | Modifica les dades a Wikidata |

## element arquitectònic
| imatge | Nom                         | Ubicat a           | instància de          | Detalls      | coordenades | Protecció | Commons (més fotos) | Dades a WD                    |
| ------ | --------------------------- | ------------------ | --------------------- | ------------ | --- | --------- | ------------------- | ----------------------------- |
|        | Caseta i bassa de ca l'Orpí | el Pla del Penedès | element arquitectònic |              | 41° 23′ 52″ N, 1° 42′ 57″ E / 41.39767°N,1.7157°E ca:A la plana agrícola de ca l'Orpí, a 100 m al sud-est del mas.       |           |                     | Modifica les dades a Wikidata |
|        | Pou de les Carnasses        | el Pla del Penedès | element arquitectònic |              | 41° 24′ 50″ N, 1° 42′ 27″ E / 41.41391°N,1.70754°E ca:Al sud-oest del poble del Pla, vinyes de les Carnasses.            |           |                     | Modifica les dades a Wikidata |
|        | Pou del Molí de Vent        | el Pla del Penedès | element arquitectònic |              | 41° 24′ 54″ N, 1° 42′ 30″ E / 41.41487°N,1.70841°E ca:Camí del molí de vent, a 180 al sud de l'Avinguda de la Carrerada. |           |                     | Modifica les dades a Wikidata |
|        | Sínia de les Carnasses      | el Pla del Penedès | element arquitectònic | 20th century | 41° 24′ 49″ N, 1° 42′ 17″ E / 41.41359°N,1.70484°E ca:Al sud-oest del poble del Pla, vinyes de les Carnasses.            |           |                     | Modifica les dades a Wikidata |

## entitat singular de població
| imatge | Nom                | Ubicat a           | instància de                                    | Detalls                 | coordenades | Protecció | Commons (més fotos)                 | Dades a WD                    |
| ------ | ------------------ | ------------------ | ----------------------------------------------- | ----------------------- | --- | --------- | ----------------------------------- | ----------------------------- |
|        | Bonavista          | el Pla del Penedès | entitat singular de població                    | 26 hab                  | 41° 25′ 07″ N, 1° 43′ 41″ E / 41.418520540998°N,1.7280773950229°E ca:Barriada de Bonavista, carretera BV-2154, Pk 8+050. 229 msnm         |           | Bonavista (el Pla del Penedès)      | Modifica les dades a Wikidata |
|        | Cal Janes          | el Pla del Penedès | entitat singular de població                    | 3 hab                   | 41° 24′ 44″ N, 1° 44′ 17″ E / 41.412256°N,1.737993°E ca:Barriada de cal Janes, al lateral nord de la carretera BV-2154. 200 msnm          |           |                                     | Modifica les dades a Wikidata |
|        | el Mas Morer       | el Pla del Penedès | entitat singular de població                    | 0 hab                   | 41° 24′ 07″ N, 1° 42′ 07″ E / 41.402017180072°N,1.7020809744936°E 222 msnm                                                                |           |                                     | Modifica les dades a Wikidata |
|        | el Pla del Penedès | el Pla del Penedès | entitat singular de població capital municipal  | 1216 hab                | 41° 25′ 04″ N, 1° 42′ 45″ E / 41.417654°N,1.712616°E 218 msnm                                                                             |           |                                     | Modifica les dades a Wikidata |
|        | el Pujolet         | el Pla del Penedès | entitat singular de població                    | 18 hab                  | 41° 23′ 58″ N, 1° 42′ 34″ E / 41.399396348068°N,1.7093105623293°E ca:Barriada el Pujolet, carretera C15, PK 21+300 234 msnm               |           | El Pujolet (el Pla del Penedès)     | Modifica les dades a Wikidata |
|        | les Parellades     | el Pla del Penedès | entitat singular de població conjunt d'edificis | Estat: bon estat 72 hab | 41° 24′ 55″ N, 1° 44′ 40″ E / 41.4154°N,1.74432°E ca:Les Parellades, al nord-est del terme municipal. 234.7 msnm                          |           | Les Parellades (el Pla del Penedès) | Modifica les dades a Wikidata |
|        | les Tarumbes       | el Pla del Penedès | entitat singular de població                    | 17 hab                  | 41° 24′ 43″ N, 1° 44′ 02″ E / 41.41194°N,1.73383°E ca:Barriada de les Tarumbes, a l'est del terme municipal del Pla del Penedès. 203 msnm |           |                                     | Modifica les dades a Wikidata |

## església
| imatge | Nom                                       | Ubicat a           | instància de     | Detalls                                   | coordenades                                                                                       | Protecció                   | Commons (més fotos)                       | Dades a WD                    |
| ------ | ----------------------------------------- | ------------------ | ---------------- | ----------------------------------------- | ------------------------------------------------------------------------------------------------- | --------------------------- | ----------------------------------------- | ----------------------------- |
|        | Mare de Déu del Roser de l'Aguilera       | el Pla del Penedès | església capella |                                           | 41° 25′ 40″ N, 1° 43′ 03″ E / 41.4277616419902°N,1.71755982449187°E ca:Masia de l'Aguilera        |                             |                                           | Modifica les dades a Wikidata |
|        | Sant Jaume de Palou                       | el Pla del Penedès | església capella |                                           | 41° 25′ 39″ N, 1° 43′ 41″ E / 41.4274560881606°N,1.7281691919385°E ca:Can Cerdà de Palou 261 msnm |                             | Sant Jaume de Palou                       | Modifica les dades a Wikidata |
|        | Santa Maria Magdalena del Pla del Penedès | el Pla del Penedès | església         | Estil: arquitectura romànica 11st century | 41° 25′ 04″ N, 1° 42′ 46″ E / 41.41765°N,1.7128°E ca:Plaça Major                                  | bé cultural d'interès local | Santa Maria Magdalena del Pla del Penedès | Modifica les dades a Wikidata |

## font
| imatge | Nom                           | Ubicat a           | instància de | Detalls      | coordenades | Protecció | Commons (més fotos) | Dades a WD                    |
| ------ | ----------------------------- | ------------------ | ------------ | ------------ | --- | --------- | ------------------- | ----------------------------- |
|        | Cisterna i font de l'Aguilera | el Pla del Penedès | font         |              | 41° 25′ 40″ N, 1° 43′ 04″ E / 41.42791°N,1.71787°E ca:Masia l'Aguilera, a 60 m al nord-est, en el bosquet situat a llevant de la masia. |           |                     | Modifica les dades a Wikidata |
|        | font de l'Esteve              | el Pla del Penedès | font         | 19th century | 41° 25′ 11″ N, 1° 42′ 36″ E / 41.41973°N,1.71°E ca:Carretera BV-2153, punt quilomètric 1+500.                                           |           |                     | Modifica les dades a Wikidata |
|        | font del Carrer Quarters      | el Pla del Penedès | font         | 20th century | 41° 25′ 01″ N, 1° 42′ 45″ E / 41.41693°N,1.71247°E ca:Extrem sud del carrer Quarters.                                                   |           |                     | Modifica les dades a Wikidata |
|        | font del carrer Sant Jordi    | el Pla del Penedès | font         |              | 41° 25′ 06″ N, 1° 42′ 41″ E / 41.41841°N,1.71132°E ca:Carrer Sant Jordi, 32.                                                            |           |                     | Modifica les dades a Wikidata |

## masia
| imatge | Nom                                        | Ubicat a                    | instància de | Detalls                                            | coordenades | Protecció                                  | Commons (més fotos)                | Dades a WD                    |
| ------ | ------------------------------------------ | --------------------------- | ------------ | -------------------------------------------------- | --- | ------------------------------------------ | ---------------------------------- | ----------------------------- |
|        | Ca l'Orpí                                  | el Pla del Penedès          | masia        |                                                    | 41° 23′ 56″ N, 1° 42′ 53″ E / 41.3989596526209°N,1.71463323677989°E ca:Ca l'Orpí, a 450 m a l'est de la barriada del Pujolet.                             |                                            |                                    | Modifica les dades a Wikidata |
|        | Cal Bitxo                                  | el Pla del Penedès          | masia        |                                                    | 41° 24′ 54″ N, 1° 44′ 12″ E / 41.4148934561313°N,1.73657469175807°E ca:Camí de cal Bitxo, s/n, al nord-est de la barriada de Can Janes.                   |                                            |                                    | Modifica les dades a Wikidata |
|        | Cal Casanoves                              | el Pla del Penedès          | masia        |                                                    | 41° 24′ 54″ N, 1° 44′ 46″ E / 41.415115421975°N,1.7460917761757°E ca:Veïnat de les Parellades, a l'est. 252 msnm                                          |                                            | Cal Casanoves (el Pla del Penedès) | Modifica les dades a Wikidata |
|        | Cal Feset                                  | el Pla del Penedès          | masia        |                                                    | 41° 24′ 54″ N, 1° 43′ 21″ E / 41.4151151202427°N,1.72239139069541°E ca:Camí de cal Feset, s/n.                                                            |                                            |                                    | Modifica les dades a Wikidata |
|        | Cal Fontanals                              | el Pla del Penedès          | masia        | Estil: arquitectura popular                        | 41° 24′ 30″ N, 1° 43′ 10″ E / 41.40841°N,1.71953°E ca:Paratge de cal Fontanals, camí de can Fontanals, est de la Sala i oest de les Bergadanes.           | bé integrant del patrimoni cultural català |                                    | Modifica les dades a Wikidata |
|        | Cal Giró                                   | Subirats el Pla del Penedès | masia        |                                                    | 41° 24′ 05″ N, 1° 43′ 10″ E / 41.4012830171834°N,1.71943240765886°E                                                                                       |                                            |                                    | Modifica les dades a Wikidata |
|        | Cal Jofre                                  | el Pla del Penedès          | masia        | Estil: arquitectura eclèctica                      | 41° 25′ 23″ N, 1° 43′ 47″ E / 41.42293°N,1.7296°E ca:Al nord-est del poble del Pla del penedès, a 170 m al nord de Can Raspall, arran del camí de Vilafra | bé integrant del patrimoni cultural català | Cal Jofre (el Pla del Penedès)     | Modifica les dades a Wikidata |
|        | Cal Mestre                                 | Subirats el Pla del Penedès | masia        |                                                    | 41° 24′ 07″ N, 1° 43′ 12″ E / 41.4018118496628°N,1.72000820932699°E                                                                                       |                                            |                                    | Modifica les dades a Wikidata |
|        | Cal Passeric                               | el Pla del Penedès          | masia        |                                                    | 41° 23′ 59″ N, 1° 42′ 25″ E / 41.3996482031314°N,1.70695167010122°E                                                                                       |                                            |                                    | Modifica les dades a Wikidata |
|        | Cal Raspall de Renardes                    | el Pla del Penedès          | masia        | 19th century                                       | 41° 25′ 19″ N, 1° 43′ 39″ E / 41.422025°N,1.72751667°E ca:Camí de Can Raspall, s/n.                                                                       |                                            |                                    | Modifica les dades a Wikidata |
|        | Cal Tet                                    | el Pla del Penedès          | masia        |                                                    | 41° 24′ 00″ N, 1° 42′ 28″ E / 41.4000090855781°N,1.70780582438496°E                                                                                       |                                            |                                    | Modifica les dades a Wikidata |
|        | Cal Xup                                    | el Pla del Penedès          | masia        |                                                    | 41° 24′ 01″ N, 1° 42′ 27″ E / 41.4001666131735°N,1.70739597347708°E                                                                                       |                                            |                                    | Modifica les dades a Wikidata |
|        | Can Brugueres                              | el Pla del Penedès          | masia        |                                                    | 41° 24′ 58″ N, 1° 43′ 18″ E / 41.4159814621948°N,1.72172827134193°E                                                                                       |                                            |                                    | Modifica les dades a Wikidata |
|        | Can Cerdà de Palou i capella de Sant Jaume | el Pla del Penedès          | masia        | Estil: arquitectura popular                        | 41° 25′ 40″ N, 1° 43′ 42″ E / 41.42779°N,1.72826°E ca:Paratge Cerdà de Palou, carretera BV-2153, PK 4+000, a 1,6 quilòmetres al nord-est del Pla.         | bé integrant del patrimoni cultural català | Can Cerdà de Palou                 | Modifica les dades a Wikidata |
|        | Can Janes                                  | el Pla del Penedès          | masia        |                                                    | 41° 24′ 45″ N, 1° 44′ 15″ E / 41.4124179475209°N,1.73753199862896°E ca:Barriada de cal Janes, al lateral sud de la carretera BV-2154.                     |                                            |                                    | Modifica les dades a Wikidata |
|        | Can Martí de les Parellades                | el Pla del Penedès          | masia        |                                                    | 41° 25′ 08″ N, 1° 44′ 29″ E / 41.4189199114953°N,1.74152241537552°E ca:Barriada de cal Martí de les Parellades, casa situada a l'extrem nord-oest.        |                                            |                                    | Modifica les dades a Wikidata |
|        | Can Saumell                                | el Pla del Penedès          | masia        | 19th century                                       | 41° 24′ 10″ N, 1° 42′ 43″ E / 41.4027764388089°N,1.71200986903924°E ca:Carretera BV-2155, quilòmetre 0,7.                                                 |                                            | Can Saumell (el Pla del Penedès)   | Modifica les dades a Wikidata |
|        | Hort de la Sala                            | el Pla del Penedès          | masia        |                                                    | 41° 24′ 33″ N, 1° 42′ 40″ E / 41.4091078786194°N,1.71114302389234°E ca:Camí de la Granja, a 50 m al sud de la Sala.                                       |                                            |                                    | Modifica les dades a Wikidata |
|        | Mas Ventura                                | el Pla del Penedès          | masia        | Estat: bon estat                                   | 41° 25′ 18″ N, 1° 43′ 39″ E / 41.42162°N,1.72758°E ca:Camí de Can Raspall, s/n. 232 msnm                                                                  |                                            | Mas Ventura (el Pla del Penedès)   | Modifica les dades a Wikidata |
|        | Mas de Gripaus                             | el Pla del Penedès          | masia        |                                                    | 41° 24′ 52″ N, 1° 44′ 24″ E / 41.4143726452812°N,1.74000685351227°E                                                                                       |                                            |                                    | Modifica les dades a Wikidata |
|        | Mas de la Sala                             | el Pla del Penedès          | masia        | Estil: arquitectura popular                        | 41° 24′ 35″ N, 1° 42′ 41″ E / 41.40986°N,1.71136°E ca:A 600 m al sud del nucli urbà, al sud del torrent de Sabanell, en l'anomenada Plana del a Sala.     | bé integrant del patrimoni cultural català |                                    | Modifica les dades a Wikidata |
|        | Masia l'Aguilera                           | l'Aguilera                  | masia        |                                                    | 41° 25′ 40″ N, 1° 43′ 01″ E / 41.427711°N,1.716944°E ca:1 km al nord del Pla del Penedès                                                                  | bé integrant del patrimoni cultural català | Masia l'Aguilera                   | Modifica les dades a Wikidata |
|        | la Casa Alta                               | el Pla del Penedès          | masia        |                                                    | 41° 25′ 07″ N, 1° 43′ 33″ E / 41.41859°N,1.725859°E ca:La Casa alta, a 50 m a l'oest de la barriada de Bonavista. 232 msnm                                |                                            |                                    | Modifica les dades a Wikidata |
|        | la Plana                                   | el Pla del Penedès          | masia        |                                                    | 41° 25′ 12″ N, 1° 43′ 08″ E / 41.4200016540714°N,1.7187535875587°E 226 msnm                                                                               |                                            |                                    | Modifica les dades a Wikidata |
|        | les Berguedanes                            | el Pla del Penedès          | masia        | Estil: arquitectura eclèctica arquitectura popular | 41° 24′ 22″ N, 1° 43′ 25″ E / 41.40624°N,1.72373°E ca:Carretera C-244, km 28'8, a 3 km                                                                    | bé integrant del patrimoni cultural català | Masia Bergadanes                   | Modifica les dades a Wikidata |
|        | les Tarumbes                               | el Pla del Penedès          | masia        |                                                    | 41° 24′ 44″ N, 1° 43′ 59″ E / 41.412269647458°N,1.7329852608091°E                                                                                         |                                            |                                    | Modifica les dades a Wikidata |

## molí d'aigua
| imatge | Nom                        | Ubicat a           | instància de | Detalls | coordenades | Protecció | Commons (més fotos) | Dades a WD                    |
| ------ | -------------------------- | ------------------ | ------------ | ------- | --- | --------- | ------------------- | ----------------------------- |
|        | Molí Aiguader de Cal Feset | el Pla del Penedès | molí d'aigua |         | 41° 24′ 54″ N, 1° 43′ 19″ E / 41.41491°N,1.72189°E ca:Camí rural de cal Feset, just davant del portal d'accés a la masia homònima. |           |                     | Modifica les dades a Wikidata |
|        | Molí Aiguader de la Sala   | el Pla del Penedès | molí d'aigua |         | 41° 24′ 40″ N, 1° 42′ 34″ E / 41.41113°N,1.70943°E ca:Camí rural de Puigdàlber a la Sala, a 200 metres al nord-oest de la masia.   |           |                     | Modifica les dades a Wikidata |

## muntanya
| imatge | Nom        | Ubicat a                    | instància de | Detalls | coordenades                                                                      | Protecció | Commons (més fotos)             | Dades a WD                    |
| ------ | ---------- | --------------------------- | ------------ | ------- | -------------------------------------------------------------------------------- | --------- | ------------------------------- | ----------------------------- |
|        | el Serral  | el Pla del Penedès          | muntanya     |         | 41° 24′ 11″ N, 1° 42′ 55″ E / 41.40302778°N,1.71533333°E 230.6 msnm              |           |                                 | Modifica les dades a Wikidata |
|        | el Serral  | el Pla del Penedès Subirats | muntanya     |         | 41° 24′ 19″ N, 1° 43′ 40″ E / 41.4053°N,1.72764°E 223.1 msnm                     |           |                                 | Modifica les dades a Wikidata |
|        | l'Aguilera | el Pla del Penedès          | muntanya     |         | 41° 25′ 58″ N, 1° 43′ 21″ E / 41.43288888888889°N,1.722611111111111°E 347.2 msnm |           | L'Aguilera (el Pla del Penedès) | Modifica les dades a Wikidata |

## nucli de població
| imatge | Nom        | Ubicat a           | instància de      | Detalls | coordenades                                                                                               | Protecció | Commons (més fotos) | Dades a WD                    |
| ------ | ---------- | ------------------ | ----------------- | ------- | --- | --------- | ------------------- | ----------------------------- |
|        | l'Aguilera | el Pla del Penedès | nucli de població |         | 41° 25′ 42″ N, 1° 43′ 02″ E / 41.428306735936°N,1.7171154454093°E ca:Carretera BV-2153, km. 2'1, a 1'5 km |           |                     | Modifica les dades a Wikidata |
|        | la Sala    | el Pla del Penedès | nucli de població |         | 41° 24′ 37″ N, 1° 42′ 41″ E / 41.4102294392179°N,1.71148901039055°E                                       |           |                     | Modifica les dades a Wikidata |

## pont
| imatge | Nom                     | Ubicat a           | instància de | Detalls                                                   | coordenades | Protecció                                  | Commons (més fotos) | Dades a WD                    |
| ------ | ----------------------- | ------------------ | ------------ | --------------------------------------------------------- | --- | ------------------------------------------ | ------------------- | ----------------------------- |
|        | Pont de Cal Bitxo       | el Pla del Penedès | pont         | 19th century Estat: bon estat                             | 41° 24′ 53″ N, 1° 44′ 06″ E / 41.41462°N,1.73492°E ca:Camí rural entre la carretera BV-2154 i la masia de cal Bitxo, a 125 m a l'oest de la casa. 202.2 msnm |                                            |                     | Modifica les dades a Wikidata |
|        | Pont de Fontanals       | el Pla del Penedès | pont         |                                                           | 41° 24′ 33″ N, 1° 42′ 56″ E / 41.4090311693023°N,1.71555935899776°E                                                                                          |                                            |                     | Modifica les dades a Wikidata |
|        | Pont de l'Aguilera      | el Pla del Penedès | pont         | Estil: arquitectura popular 19th century Estat: bon estat | 41° 25′ 32″ N, 1° 42′ 56″ E / 41.42568°N,1.7156°E ca:Camí del Pla a l'Aguilera, entre la carretera BV-2153 i la masia 225.5 msnm                             | bé integrant del patrimoni cultural català |                     | Modifica les dades a Wikidata |
|        | Pont de la Bòbila       | el Pla del Penedès | pont         | 20th century Estat: bon estat                             | 41° 25′ 11″ N, 1° 42′ 52″ E / 41.41979°N,1.71432°E ca:Carrer de Sant Pere, als afores del poble, al nord, en direcció a la carretera BV-2153. 201.6 msnm     |                                            |                     | Modifica les dades a Wikidata |
|        | Pont del Cerdà de Palou | el Pla del Penedès | pont         |                                                           | 41° 25′ 12″ N, 1° 43′ 17″ E / 41.4199849810049°N,1.72130273590709°E                                                                                          |                                            |                     | Modifica les dades a Wikidata |

## Misc
| imatge | Nom                                               | Ubicat a           | instància de       | Detalls          | coordenades | Protecció | Commons (més fotos)                     | Dades a WD                    |
| ------ | ------------------------------------------------- | ------------------ | ------------------ | ---------------- | --- | --------- | --------------------------------------- | ----------------------------- |
|        | Barriada de Can Martí de les Parellades           | el Pla del Penedès | conjunt d'edificis | Estat: bon estat | 41° 25′ 08″ N, 1° 44′ 28″ E / 41.41883°N,1.74114°E ca:Can Martí de les Parellades, al nord-est del terme municipal. 235.8 msnm                  |           | Barriada de Can Martí de les Parellades | Modifica les dades a Wikidata |
|        | Monument a les víctimes de la Guerra Civil        | el Pla del Penedès | monument           | 2010             | 41° 25′ 10″ N, 1° 42′ 39″ E / 41.41954°N,1.71082°E ca:Plaça de la Font de l'Esteve                                                              |           |                                         | Modifica les dades a Wikidata |
|        | Safareig Públic                                   | el Pla del Penedès | safareig           | 19th century     | 41° 25′ 02″ N, 1° 42′ 51″ E / 41.41711°N,1.7143°E ca:Carrer de la font, extrem oriental.                                                        |           |                                         | Modifica les dades a Wikidata |
|        | casa consistorial del Pla del Penedès             | el Pla del Penedès | casa consistorial  |                  | 41° 25′ 05″ N, 1° 42′ 38″ E / 41.4181202°N,1.7106309°E                                                                                          |           | Town hall of El Pla del Penedès         | Modifica les dades a Wikidata |
|        | cementiri del Pla del Penedès                     | el Pla del Penedès | cementiri          | 19th century     | 41° 25′ 01″ N, 1° 42′ 22″ E / 41.41691°N,1.706°E ca:Carretera BV-2153, punt quilomètric 0+900                                                   |           |                                         | Modifica les dades a Wikidata |
|        | l'Aguilera                                        | el Pla del Penedès | vèrtex geodèsic    | 1978 Alt: 1.2m   | 41° 25′ 58″ N, 1° 43′ 21″ E / 41.432877°N,1.722602°E ca:Cim de l'Aguilera, en el quadrant nord-occidental del terme. 347.724 msnm               |           |                                         | Modifica les dades a Wikidata |
|        | la Granja                                         | el Pla del Penedès | granja             | 20th century     | 41° 24′ 21″ N, 1° 42′ 37″ E / 41.4057669312217°N,1.71040749112005°E ca:Camí de la Granja, s/n, carretera BV-2155 entre Can Saumell i la Sala.   |           |                                         | Modifica les dades a Wikidata |
|        | molí de vent de la Penyora o de la Granja Gervasi | el Pla del Penedès | molí de vent       |                  | 41° 23′ 59″ N, 1° 42′ 06″ E / 41.3996°N,1.70175°E ca:Camí rural de la Penyora, a ponent del nucli urbà, dins la propietat de la granja Gervasi. |           |                                         | Modifica les dades a Wikidata |